# Evergreen (핀과 제이크의 어드벤처 타임)
〈Evergreen〉은 카툰 네트워크의 애니메이션 시리즈 《핀과 제이크의 어드벤처 타임》의 여섯 번째 시즌 스물네 번째 에피소드이다. 대한민국 방영 명칭은 〈에버그린〉이다. 톰 허피치, 스티브 울프하드가 스토리보드 아티스트 및 작가로 참여했으며, 톰 허피치가 각본을 담당했다. 미국에서는 2015년 1월 15일 첫 방영되었다.

## 줄거리
작품의 원래 배경으로부터 수만 년 전 공룡들이 살던 때, 얼음의 원소를 상징하는 얼전스 에버그린(Urgence Evergreen, 성우: 톰 케니)은 다가오는 혜성을 파괴시키기 위해 쓴 사람의 마음 깊은 속 소원을 단 하나 들어주는 마법의 왕관을 만든다. 에버그린은 (각각 사탕, 불, 점액을 상징하는) 자신의 동료들을 불러 왕관이 힘을 얻기 위한 방법을 의논한다. 하지만 나머지 셋은 에버그린의 진짜 소원이 혜성을 없애는 것이 아닐 수도 있다면서 에버그린의 계획을 거절한다. 그 말을 들은 에버그린은 셋을 얼음 속에 가두고, 왕관에 힘을 불러일으킬 고대 용암의 개 ‘마그우드’의 마법의 루비 눈을 구하러 떠난다. 에버그린은 조수보다는 노예처럼 부려먹는 자신의 제자, 공룡 건터(Gunter, 성우: 패멀라 애들론)를 함께 데려간다.
마그우드의 소굴에 도착한 에버그린은 싸움에서 거의 죽을 위기에 처하고, 쫓아들어온 건터는 마그우드의 주의를 돌린다. 결국 에버그린은 마그우드를 처리하고 마법의 루비를 가져오는데 성공한다. 하지만 건터 덕분에 살아났음에도 불구하고, 에버그린은 바깥에서 얌전히 있지 않았다는 이유로 건터를 꾸짖는다. 실험실로 돌아온 에버그린은 합성 주문을 걸어 왕관을 만드는데 성공한다. 하지만 왕관을 사용하기 전, 코끼리 같이 생긴 마그마 괴물이 들어닥치고 실험실을 엉망으로 만든다. 건물이 무너지고 잔해에 깔린 에버그린은 자신이 왕관을 쓸 수 없게 되자, 건터에게 왕관을 쓴 뒤 마음 깊은 속에 있던 소원(에버그린에게는 ‘혜성을 파괴하는 것’)을 빌라고 말한다. 그러나 왕관을 쓴 건터는 피부색이 파랗게 변하고, 수염이 자란채 스스로 “건터, 안돼!”라고 외치며 눈 마법을 쓴다. 에버그린은 주문이나 부적을 써서 왕관을 어서 벗으라고 말하지만, 자신이 그런 것들을 가르쳐준 적이 단 한 번도 없었다는 사실을 깨닫는다. 혜성은 다가오고 화면은 초록 빛으로 뒤덮인다.
장면은 얼음 대왕이 자신의 침대 위에서 잠꼬대로 “건터, 안돼!”라고 소리치는 모습으로 바뀐다. 잠에서 깨어난 얼음 대왕은 이상한 꿈이라고 생각하지만, 그 모습을 본 펭귄 건터들은 두려움에 몸을 떤다. 얼음 대왕이 모르는 사이에, 하늘 멀리서 또 다른 혜성 하나가 반짝인다.

## 제작

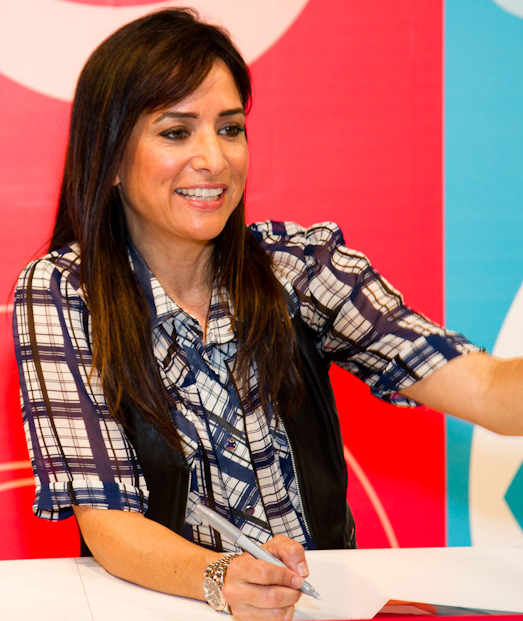
건터 역을 맡은 패멀라 애들론.

〈Evergreen〉은 톰 허피치와 스티브 울프하드가 스토리보드를 맡았으며, 각본은 허피치가 담당했다. 예술 감독은 닉 제닝스(Nick Jennings)가, 수퍼바이징 감독은 안드레스 살라프(Andres Salaff)가 맡았다. 울프하드는 허피치가 에피소드의 개요를 혼자 담당하고, 에버그린의 디자인을 맡은 점에서 에피소드가 허피치의 작품이라고 말했다. 허피치는 조 데일리의 그래픽 노블 《던전 퀘스트 북 스리》(Dungeon Quest Book Three)를 읽고 얼음 왕관의 유래에 대해 다룬 에피소드를 만들기로 결심했다고 밝혔다. 이 그래픽 노블은 아틀란티스의 연금술사에 대해 다루었는데, 허피치는 먼 옛날 아틀란티스에서 왕관을 만드는 이야기를 만들면 재미있을 것이라고 생각했다고 밝혔다. 초기에는 이러한 아이디어가 왕관의 유래와 복잡하게 연결되어 있었지만, 에피소드를 정리하는 과정에서 아틀란티스와 관련된 이야기는 빠지게 되었다.
톰 케니는 얼음 대왕 역할에 이어 이 편에서는 주인공 에버그린의 목소리를 연기했다. 패멀라 애들론은 건터 역을, 앨런 튜딕은 사탕 생명체인 채츠베리(Chatsberry) 역을 맡았다. 불꽃 대왕의 목소리를 맡았던 키스 데이비드는 불을 상징하는 발튀스(Balthus) 역을 맡았다. 스토리보드 아티스트인 울프하드는 슬라이미 D(Slimy-D)와 얼음 임프(Ice Imp) 역을 맡았다. 후에 자신의 트위터를 통해 작품에서 ‘자신이 연기한 유일한 역할’이라고 밝혔다.

## 반응
이 에피소드는 2014년 11월 10일, 카툰 네트워크 라틴 아메리카를 통해 첫 방영되었다. 미국에서는 2015년 1월 15일 공식적으로 방영되었다. 175만 명의 시청자 수를 기록했으며, 해당 시간대 TV를 시청한 18세에서 49세의 시청자 중 0.41%가 이 편을 시청하였다.
《디 A.V. 클럽》의 올리버 사바(Oliver Sava)는 ‘A’ 등급을 부여하였다. 게스트 성우의 연기에 대해 칭찬했으며, 특히 데이비드의 경우 대사에 흠뻑 빠져들 정도로 재미있었다고 말했다. 또한 허피치가 에피소드의 구성을 혼자 한 점에 대해 “시리즈 전체에서 두드러지는 작품성이 돋보였다.”라고 말했다. 끝으로 작품 내 신화나 색상 조합, 그리고 궁금증 중 하나를 풀어줬지만 또 다른 궁금증을 던진 점에 대해 칭찬하였다. 《와이어드》의 렉시 팬델(Lexi Pandell)은 ‘절대로 지나칠 수 없는 에피소드’ 중 하나로 이 편을 꼽았다.

## 기타
건터가 에버그린의 얼음 요새로 올라갈 때, 벽 뒤에 괴물들의 형상이 그려져있다. 에피소드의 스토리보드에 따르면 이는 크툴루가 얼음 속에 갇혀 있는 모습을 나타낸 것이다.